# Elecciones municipales de Abancay de 2014
Las elecciones municipales de Abancay de 2014 se llevaron a cabo el 5 de octubre de 2014 para elegir al alcalde y al Concejo Provincial de Abancay para el periodo 2015-2018. La elección se celebró simultáneamente con elecciones regionales y municipales (provinciales y distritales) en todo el Perú.

## Sistema electoral
La Municipalidad Provincial de Abancay es el órgano administrativo y de gobierno de la provincia de Abancay. Está compuesta por el alcalde y el Concejo Provincial.
La votación del alcalde y el concejo se realiza en base al sufragio universal, que comprende a todos los ciudadanos nacionales mayores de dieciocho años, empadronados y residentes en la provincia de Abancay y en pleno goce de sus derechos políticos, así como a los ciudadanos no nacionales residentes y empadronados en la provincia de Abancay.
El Concejo Provincial de Abancay está compuesto por 11 regidores elegidos por sufragio directo para un período de cuatro (4) años, en forma conjunta con la elección del alcalde (quien lo preside). La votación es por lista cerrada y bloqueada. Se asigna a la lista ganadora los escaños según el método d'Hondt o la mitad más uno, lo que más le favorezca.

## Composición del Concejo Provincial de Abancay
La siguiente tabla muestra la composición del Concejo Provincial de Abancay antes de las elecciones.
| Partidos | Partidos                                     | Regidores |
| -------- | -------------------------------------------- | --------- |
|          | Poder Popular Andino                         | 6         |
|          | Lista Independiente Todos Unidos por Abancay | 3         |

## Partidos y candidatos
A continuación se muestra una lista de los principales partidos y alianzas electorales que participan en las elecciones:
| Candidatura | Candidatura | Partidos y alianzas                                                             | Candidatos | Candidatos                 | Ideología                                                          | Resultado previo | Resultado previo | Ref. |
| Candidatura | Candidatura | Partidos y alianzas                                                             | Candidatos | Candidatos                 | Ideología                                                          | Votos (%)        | Reg.             | Ref. |
| ----------- | ----------- | ------------------------------------------------------------------------------- | ---------- | -------------------------- | ------------------------------------------------------------------ | ---------------- | ---------------- | ---- |
|             | PPA         | Lista - Poder Popular Andino (PPA)                                              |            | Carlos Jiménez Carazas     | Regionalismo apurimeño                                             | 36.80%           | 6                |      |
|             | APP         | Lista - Alianza para el Progreso (APP)                                          |            | Elio Vidal Robles          | Liberalismo económico Conservadurismo liberal Populismo de derecha | 6.86%            | 0                |      |
|             | Kallpa      | Lista - Movimiento Popular Kallpa (Kallpa)                                      |            | José Campos Céspedes       | Regionalismo apurimeño                                             | 6.21%            | 0                |      |
|             | MER         | Lista - Movimiento Etnocacerista Regional Ama Sua, Ama Llulla, Ama Quella (MER) |            | José Alvites Hervay        | Regionalismo apurimeño Etnocacerismo                               | 3.87%            | 0                |      |
|             | FP          | Lista - Fuerza Popular (FP)                                                     |            | Nilda Tamata Córdova       | Fujimorismo Conservadurismo social Populismo de derecha            | 3.78%            | 0                |      |
|             | UPP         | Lista - Unión por el Perú (UPP)                                                 |            | Fernando Zúñiga Gutiérrez  | Socialdemocracia Nacionalismo de izquierda                         | 3.52%            | 0                |      |
|             | Llapanchik  | Lista - Frente Popular Llapanchik (Llapanchik)                                  |            | Mauro Quispe Palomino      | Regionalismo apurimeño                                             | 1.77%            | 0                |      |
|             | MINKA       | Lista - Movimiento de Integración Kechwa Apurímac (MINKA)                       |            | Teófilo Cruz Aguilar       | Regionalismo apurimeño                                             | 0.47%            | 0                |      |
|             | AP          | Lista - Acción Popular (AP)                                                     |            | Lizbeth Gutiérrez Torres   | Partido atrapalotodo                                               | Nuevo            | Nuevo            |      |
|             | PHP         | Lista - Partido Humanista Peruano (PHP)                                         |            | Nora Echegaray Peña        | Humanismo Socialismo Ecosocialismo                                 | Nuevo            | Nuevo            |      |
|             | FA          | Lista - Frente Amplio (FA)                                                      |            | Misael Flores Carrasco     | Socialismo Ecologismo Descentralización                            | Nuevo            | Nuevo            |      |
|             | MIFCAR      | Lista - Movimiento Independiente Fuerza Campesina Regional (MIFCAR)             |            | Guido Chahuaylla Maldonado | Regionalismo apurimeño                                             | Nuevo            | Nuevo            |      |

## Sondeos de opinión
Las siguientes tablas enumeran las estimaciones de la intención de voto en orden cronológico inverso, mostrando las más recientes primero y utilizando las fechas en las que se realizó el trabajo de campo de la encuesta. Cuando se desconocen las fechas del trabajo de campo, se proporciona la fecha de publicación.
Leyenda:
     Sondeo realizado en el periodo de prohibición legal de la difusión de sondeos de intención de voto.

### Intención de voto
La siguiente tabla enumera las estimaciones ponderadas (sin incluir votos en blanco y nulos) de la intención de voto.
|                                |            |   |      |      |      |      |     |      |  |  |  |  |  |
| Elecciones municipales de 2014 | 5 oct 2014 | — | 29.1 | 16.8 | 14.9 | 10.6 | 8.8 | 12.3 |  |  |  |  |  |
|                                |            |   |      |      |      |      |     |      |  |  |  |  |  |
| Ipsos Perú/América             | 5 oct 2014 | ? | 28.7 | 14.5 | 15.7 | –    | –   | 13.0 |  |  |  |  |  |

## Resultados

### Sumario general
|                                                                                                |                                                                         |              |              |              |           |           |  |  |
| Partidos y coaliciones                                                                         | Partidos y coaliciones                                                  | Voto popular | Voto popular | Voto popular | Regidores | Regidores |  |  |
| Partidos y coaliciones                                                                         | Partidos y coaliciones                                                  | Votos        | %            | ±pp          | Total     | +/−       |  |  |
|                                                                                                | Movimiento Popular Kallpa (Kallpa)                                      | 14,238       | 29.12        | +22.91       | 7         | +7        |  |  |
|                                                                                                | Alianza para el Progreso (APP)                                          | 8,205        | 16.78        | +9.92        | 1         | +1        |  |  |
|                                                                                                | Unión por el Perú (UPP)                                                 | 7,309        | 14.95        | +11.43       | 1         | +1        |  |  |
|                                                                                                | Movimiento Independiente Fuerza Campesina Regional (MIFCAR)             | 5,162        | 10.56        | Nuevo        | 1         | +1        |  |  |
|                                                                                                | Fuerza Popular (FP)1                                                    | 4,305        | 8.81         | +5.03        | 1         | +1        |  |  |
|                                                                                                | Poder Popular Andino (PPA)                                              | 3,620        | 7.40         | –29.40       | 0         | –6        |  |  |
|                                                                                                | Acción Popular (AP)                                                     | 2,106        | 4.31         | n/a          | 0         | ±0        |  |  |
|                                                                                                | Frente Amplio (FA)                                                      | 1,828        | 3.74         | Nuevo        | 0         | ±0        |  |  |
|                                                                                                | Movimiento de Integración Kechwa Apurímac (MINKA)                       | 724          | 1.48         | +1.01        | 0         | ±0        |  |  |
|                                                                                                | Partido Humanista Peruano (PHP)                                         | 584          | 1.19         | Nuevo        | 0         | ±0        |  |  |
|                                                                                                | Movimiento Etnocacerista Regional Ama Sua, Ama Llulla, Ama Quella (MER) | 417          | 0.85         | –3.02        | 0         | ±0        |  |  |
|                                                                                                | Frente Popular Llapanchik (Llapanchik)                                  | 394          | 0.81         | –0.96        | 0         | ±0        |  |  |
|                                                                                                |                                                                         |              |              |              |           |           |  |  |
| Total                                                                                          | Total                                                                   | 48,892       |              |              | 11        | +2        |  |  |
|                                                                                                |                                                                         |              |              |              |           |           |  |  |
| Votos válidos                                                                                  | Votos válidos                                                           | 48,892       | 85.69        | +1.27        |           |           |  |  |
| Votos en blanco                                                                                | Votos en blanco                                                         | 3,308        | 5.80         | –1.46        |           |           |  |  |
| Votos nulos                                                                                    | Votos nulos                                                             | 4,855        | 8.51         | +0.20        |           |           |  |  |
| Votos emitidos                                                                                 | Votos emitidos                                                          | 57,055       | 81.41        | –2.15        |           |           |  |  |
| Abstenciones                                                                                   | Abstenciones                                                            | 13,027       | 18.59        | +2.15        |           |           |  |  |
| Votantes registrados                                                                           | Votantes registrados                                                    | 70,082       |              |              |           |           |  |  |
|                                                                                                |                                                                         |              |              |              |           |           |  |  |
| Fuente:                                                                                        |                                                                         |              |              |              |           |           |  |  |
| Notas al pie: 1 Comparado con los resultados de Fuerza 2011 (F2011) en las elecciones de 2010. |                                                                         |              |              |              |           |           |  |  |
| Notas al pie:                                                                                  |                                                                         |              |              |              |           |           |  |  |
| 1 Comparado con los resultados de Fuerza 2011 (F2011) en las elecciones de 2010.               |                                                                         |              |              |              |           |           |  |  |

### Concejo Provincial de Abancay
| Cargo                          | Autoridad electa           | Partido político | Partido político                                   |
| ------------------------------ | -------------------------- | ---------------- | -------------------------------------------------- |
| Alcalde Provincial de Abancay  | José Campos Céspedes       |                  | Movimiento Popular Kallpa                          |
| Regidor Provincial de Abancay  | Edward Palacios Vásquez    |                  | Movimiento Popular Kallpa                          |
| Regidor Provincial de Abancay  | Richard Espinoza Palomino  |                  | Movimiento Popular Kallpa                          |
| Regidor Provincial de Abancay  | Ángel Maldonado Mendívil   |                  | Movimiento Popular Kallpa                          |
| Regidor Provincial de Abancay  | Hermógenes Rojas Sullca    |                  | Movimiento Popular Kallpa                          |
| Regidor Provincial de Abancay  | Jorge Pozo Sánchez         |                  | Movimiento Popular Kallpa                          |
| Regidora Provincial de Abancay | Eliana Ortega Menzala      |                  | Movimiento Popular Kallpa                          |
| Regidora Provincial de Abancay | Andrea Calderón Amesquita  |                  | Movimiento Popular Kallpa                          |
| Regidor Provincial de Abancay  | Agustín Elguera Hilares    |                  | Alianza para el Progreso                           |
| Regidor Provincial de Abancay  | Julián Casaverde Agrada    |                  | Unión por el Perú                                  |
| Regidor Provincial de Abancay  | Walter Palomino Barrientos |                  | Movimiento Independiente Fuerza Campesina Regional |
| Regidor Provincial de Abancay  | Uriel Carrión Herrera      |                  | Fuerza Popular                                     |

## Elecciones municipales distritales

### Sumario general
|                                                                                                | Movimiento Popular Kallpa (Kallpa)                                      | 4,565  | 20.86 | +7.76  | 1 | –1 |  |  |
|                                                                                                | Unión por el Perú (UPP)                                                 | 4,506  | 20.60 | +12.51 | 2 | +2 |  |  |
|                                                                                                | Fuerza Popular (FP)1                                                    | 4,051  | 18.52 | +16.36 | 2 | +2 |  |  |
|                                                                                                | Acción Popular (AP)                                                     | 2,147  | 9.81  | n/a    | 0 | ±0 |  |  |
|                                                                                                | Poder Popular Andino (PPA)                                              | 1,900  | 8.68  | –23.74 | 1 | –3 |  |  |
|                                                                                                | Alianza para el Progreso (APP)                                          | 1,435  | 6.56  | –6.38  | 1 | +1 |  |  |
|                                                                                                | Partido Aprista Peruano (APRA)                                          | 1,380  | 6.31  | +2.97  | 1 | +1 |  |  |
|                                                                                                | Movimiento Independiente Fuerza Campesina Regional (MIFCAR)             | 1,104  | 5.05  | Nuevo  | 0 | ±0 |  |  |
|                                                                                                | Frente Popular Llapanchik (Llapanchik)                                  | 250    | 1.14  | –2.52  | 0 | –1 |  |  |
|                                                                                                | Frente Amplio (FA)                                                      | 165    | 0.75  | Nuevo  | 0 | ±0 |  |  |
|                                                                                                | Movimiento de Integración Kechwa Apurímac (MINKA)                       | 149    | 0.68  | +0.67  | 0 | ±0 |  |  |
|                                                                                                | Movimiento Etnocacerista Regional Ama Sua, Ama Llulla, Ama Quella (MER) | 120    | 0.55  | –0.59  | 0 | ±0 |  |  |
|                                                                                                | Somos Perú                                                              | 106    | 0.48  | n/a    | 0 | ±0 |  |  |
|                                                                                                | Partido Humanista Peruano (PHP)                                         | 1      | 0.00  | Nuevo  | 0 | ±0 |  |  |
|                                                                                                |                                                                         |        |       |        |   |    |  |  |
| Total                                                                                          | Total                                                                   | 21,879 |       |        | 8 | ±0 |  |  |
|                                                                                                |                                                                         |        |       |        |   |    |  |  |
| Votos válidos                                                                                  | Votos válidos                                                           | 21,879 | 85.37 | +5.57  |   |    |  |  |
| Votos en blanco                                                                                | Votos en blanco                                                         | 1,885  | 7.35  | –3.17  |   |    |  |  |
| Votos nulos                                                                                    | Votos nulos                                                             | 1,865  | 7.28  | –2.41  |   |    |  |  |
| Votos emitidos                                                                                 | Votos emitidos                                                          | 25,629 | 83.13 | –2.52  |   |    |  |  |
| Abstenciones                                                                                   | Abstenciones                                                            | 5,200  | 16.87 | +2.52  |   |    |  |  |
| Votantes registrados                                                                           | Votantes registrados                                                    | 30,829 |       |        |   |    |  |  |
|                                                                                                |                                                                         |        |       |        |   |    |  |  |
| Fuente:                                                                                        |                                                                         |        |       |        |   |    |  |  |
| Notas al pie: 1 Comparado con los resultados de Fuerza 2011 (F2011) en las elecciones de 2010. |                                                                         |        |       |        |   |    |  |  |
| Notas al pie:                                                                                  |                                                                         |        |       |        |   |    |  |  |
| 1 Comparado con los resultados de Fuerza 2011 (F2011) en las elecciones de 2010.               |                                                                         |        |       |        |   |    |  |  |

### Resultados por distrito
La siguiente tabla enumera el control de los distritos de la provincia de Abancay. El cambio de mando de una organización política se resalta del color de ese partido.
| Distrito             | Alcalde(sa) titular       | Partido político | Partido político          | Alcalde(sa) electo(a)        | Partido político | Partido político          |
| -------------------- | ------------------------- | ---------------- | ------------------------- | ---------------------------- | ---------------- | ------------------------- |
| Chacoche             | Carlos Utani Castillo     |                  | Movimiento Popular Kallpa | Julián Romero Castillo       |                  | Poder Popular Andino      |
| Circa                | Rubén Cerro Pérez         |                  | Poder Popular Andino      | Teodoro Sarmiento Huamán     |                  | Fuerza Popular            |
| Curahuasi            | Guillermo Vergara Abarca  |                  | Poder Popular Andino      | Danilo Valenza Calvo         |                  | Unión por el Perú         |
| Huanipaca            | Ramiro Márquez Ticona     |                  | Poder Popular Andino      | Benedicta Guillen Barretón   |                  | Unión por el Perú         |
| Lambrama             | Carlos Flores Chipana     |                  | Poder Popular Andino      | Víctor Pérez Kari            |                  | Alianza para el Progreso  |
| Pichirhua            | Rudyar Contreras Raya     |                  | Frente Popular Llapanchik | Miguel Valente Arias         |                  | Movimiento Popular Kallpa |
| San Pedro de Cachora | Félix Valer Ayquipa       |                  | Movimiento Popular Kallpa | Amílcar Chiclla Valdiglesias |                  | Fuerza Popular            |
| Tamburco             | Fernando Zúñiga Gutiérrez |                  | Apurímac Unido            | Néstor Peña Sánchez          |                  | Partido Aprista Peruano   |